# Kotlina Górnoangarska
Kotlina Górnoangarska (ros.: Верхнеангарская котловина, Wierchnieangarskaja kotłowina) – kotlina w azjatyckiej części Rosji, w Buriacji, na północny wschód od Bajkału, między Górami Górnoangarskimi a Górami Północnomujskimi. Rozciąga się z południowego zachodu na północny wschód na długości ponad 100 km i wznosi się do wysokości 800 m n.p.m. Przez płaskie i zabagnione dno kotliny przepływa Górna Angara i jej dopływy. Obszar aktywny sejsmicznie; występuje wieczna marzłoć. Kotlina porośnięta jest głównie rzadką tajgą modrzewiową i sosnową z domieszką brzozy. Przez kotlinę przebiega linia Kolei Bajkalsko-Amurskiej.